# 페데 사이스
도밍고 헤르만 사이스 비예가스(스페인어: Domingo Germán Saiz Villegas; 1912년 6월 8일, 칸타브리아 주 모예도 ~ 1989년 4월 24일, 칸타브리아 주)는 페데(스페인어: Fede)라는 별칭으로 알려진 스페인의 전 축구 선수이다. 그의 별칭은 그가 출생하기 전에 요절한 형의 이름에서 유래되었다.
그는 칸타브리아 주 모예도 출신으로, 알라베스, 레알 소시에다드, 그리고 세비야에서 현역 선수로 활동했다. 그는 1934년에 스페인 국가대표팀 경기에 3번 출전했고, 1934년 월드컵에 참가했다.

## 수상
세비야
- 코파 델 레이: 1935, 1939